# 마농의 샘
《마농의 샘》(프랑스어: Jean de Florette)은 1986년 개봉한 프랑스의 시대극 영화이다. 마르셀 파뇰의 소설을 원작으로 하며, 클로드 베리가 감독과 공동각본을 맡았다. 1987 영국 아카데미상(BAFTA) 작품상 수상작이다.

## 줄거리
1차 세계대전 직후 프랑스 프로방스 지역을 배경으로, 우골랭은 산에서 카네이션을 재배하려는 계획을 세운다. 처음에는 회의적이었던 삼촌 세자르는 꽃이 시장에서 좋은 값을 받자 그의 계획을 지지하며 확장을 위해 이웃 농부 피크-부피그의 땅을 사려고 한다. 하지만 땅을 팔고 싶지 않았던 피크-부피그는 싸움 끝에 죽게 되고, 세자르와 우골랭은 땅에 물을 댈 수 있는 샘을 막아버린다. 
피크-부피그의 재산은 멀리 떠나 살던 그의 누이 플로레트에게 상속되지만, 곧 그녀가 죽으면서 재산은 곱사등이인 그녀의 아들 장 카도레에게 돌아간다. 우골랭은 그를 '플로레트의 장'이라는 뜻의 장 드 플로레트라고 부르며 그가 정착하지 못하도록 집 지붕을 망가뜨린다.
장과 그의 아내 에메, 어린 딸 마농은 이곳으로 이사해 온다. 장은 농장을 성공시키려 하지만, 농장 근처 샘이 막혀 있다는 사실을 모른 채 멀리 떨어진 다른 샘에 의존하며 빗물에 의존해야 했다. 세자르와 우골랭은 지역 사회를 조종하여 그가 지역 사람들과 친해지지 못하게 막고, 비가 잘 오지 않는다는 사실도 숨긴다.
토끼 사육으로 작은 이익을 내지만, 물 부족은 심각한 문제였다. 장은 물을 길어 나르는 데 지쳐 우골랭에게 노새를 빌려달라고 하지만 거절당한다. 결국 장은 우물을 파기로 결심하고, 우골랭은 그에게 농장을 팔라고 부추긴다. 장은 농장을 담보로 대출받으려 하지만 세자르는 그에게 돈을 빌려주며 그를 몰아낼 계획을 세운다.
대출금으로 다이너마이트를 사 우물을 파던 장은 폭발 사고로 죽고, 에메와 마농은 농장을 떠나게 된다. 세자르는 그들의 농장을 싼값에 사들인다. 세자르와 우골랭은 막았던 샘을 다시 열고, 이를 본 마농은 진실을 깨닫고 울부짖는다. 세자르는 조카에게 샘물로 장난스런 세례를 베푼다.

## 출연

### 주연
- 엠마뉴엘 베아르
- 이브 몽땅 (세자르 역) (이브 몽탕 명의)
- 제라르 드빠르디유 (장 카도레 역) (제라르 드파르디외 명의)
- 다니엘 오떼유 (위골랭 역) (다니엘 오퇴유 명의)

### 조연
- 엘리자베스 드파르디외
- 마가리타 로자노
- 에르네스틴 마쥐로우나

## 한국어 더빙 성우진(KBS, 1993년 3월 23, 24일)
- 신세인
- 이광자
- 최흘 (세자르 스베랑 역)
- 온영삼
- 주희 (에이메 카도레 역)
- 김규식 (쟝 카도레 역)
- 조동희
- 오세홍 (유고랭 역)
- 안경진
- 유제상
- 안종익
- 이규화
- 강구한
- 류선

### KBS판 스태프
- 번역: 유인경
- 연출: 오길주
- 기획: KBS
- 우리말제작: KBS 영상사업단

## 스태프
- 원작: 마르셀 파뇰
- 각색: 클로드 베리, 제라르 브라슈
- 음악: 장 클로드 프티
- 테마 음악: 주세페 베르디 '운명의 힘'
- 촬영: 브뤼노 뉘탕
- 미술: 버나드 베자 (베르나르 베자 명의)
- 의상: 실비 고트레릿
- 음향: 피에르 가메
- 각본: 엘렌 세빌로트
- 조감독: 자비에 카스타노
- 제작: 알랭 푸아레
- 프로듀서: 피에르 그룬스테인
- 감독: 클로드 베리
- 제작: 렌느프로덕션
- 수입·배급: 애드플러스[1]

### EBS판 스태프 (2019년 6월 21일)
- 프로듀서: 이지연
- 번역: 이수연
- 감수: 김동수
- CG: 조운경
- 편집: 정미현
- 기술감독: 김정수
- 우리말 연출: 강민화
- 기획: EBS
- 우리말 제작: 벼리기획